# Worle
Worle är en ort i civil parish Weston-Super-Mare, i distriktet North Somerset, i grevskapet Somerset, i England. Worle var en civil parish fram till 1933 när blev den en del av Weston super Mare, Kewstoke och Locking. Civil parish hade 1 995 invånare år 1931. Byn nämndes i Domedagsboken (Domesday Book) år 1086, och kallades då Worle.